# RaMell Ross
RaMell Ross es un cineasta, fotógrafo, académico y escritor estadounidense. Su debut como director, Hale County esta mañana, esta noche (2018), le valió un premio Peabody y nominaciones al Premio Óscar al Mejor Largometraje Documental y al Premio Primetime Emmy al Mérito Excepcional en la Realización de Cine Documental. Ross dirigió y coescribió el guion de la adaptación cinematográfica de 2024 de la novela The Nickel Boys (2019), por la que ganó el Premio del Círculo de Críticos de Cine de Nueva York al Mejor Director, y recibió una nominación al Premio Óscar al Mejor Guion Adaptado.

## Primeros años y educación
Ross nació en Fráncfort (Alemania) y creció en Fairfax (Virginia), donde estudió en la Escuela Secundaria Lake Braddock.
En 2005, Ross se graduó en la Universidad de Georgetown, donde se especializó en inglés y sociología y jugó en el equipo masculino de baloncesto Georgetown Hoyas. Posteriormente, obtuvo un máster en Bellas Artes en fotografía por la Escuela de Diseño de Rhode Island.

## Carrera
En 2006, Ross se trasladó a Irlanda para trabajar en la iniciativa de Irlanda del Norte de Playing For Peace. Durante su estancia en Irlanda jugó al baloncesto profesional en el MDS Star of the Sea Belfast, un equipo de la SuperLeague North Division irlandesa. Fue aquí donde se interesaría por primera vez por la dirección y la edición de vídeo, ya que trabajó como aprendiz del editor de vídeo del North Star Basketball.En 2009, Ross se trasladó a Greensboro, Alabama, para trabajar como entrenador de baloncesto y profesor de fotografía. Estas experiencias inspiraron múltiples colecciones de fotografías e instalaciones artísticas inspiradas en la vida de los negros en el Sur de Estados Unidos.
Filmmaker Magazine nombró a Ross uno de los «25 nuevos rostros del cine independiente» en 2015. Ese año, fue artista residente del Sundance Institute New Frontier en el MIT Media Lab. Se incorporó al cuerpo docente de la Brown Arts Initiative de la Universidad Brown en 2016, donde actualmente es profesor adjunto de artes visuales. Poco después, recibió una beca Mellon Gateway de dos años.
El debut como director de Ross, Hale County esta mañana, esta noche, un documental experimental sobre la vida de los negros en el condado de Hale, Alabama, se estrenó en el Festival de Cine de Sundance 2018. Fue galardonado con el Premio Especial del Jurado a la Visión Creativa en el festival. La película pasó a ganar un Premio Peabody y en 2019 fue nominada al Premio Óscar al mejor largometraje documental y al Premio Emmy al Mérito Excepcional en la Realización de Documentales.
Easter Snap, el corto documental de Ross que muestra a cinco hombres preparando un cerdo para ser descuartizado de forma ritual, debutó en el Festival de Sundance 2019.
El Ogden Museum of Southern Art presentó una retrospectiva de la obra de Ross titulada Spell, Time, Practice, American, Body: The Work of RaMell Ross de octubre de 2021 a marzo de 2022. En 2023 se publicó un libro sobre la obra de Ross titulado Spell Time, Practice, American, Body.
Nickel Boys, la adaptación cinematográfica de Ross de la novela de Colson Whitehead Los chicos de la Nickel, se estrenó en el Festival de Cine de Telluride el 30 de agosto de 2024. La película inauguró el Festival de Cine de Nueva York de 2024.

## Filmografía
| Año  | Título                              | Notas                   | Ref..  |
| ---- | ----------------------------------- | ----------------------- | ------ |
| 2018 | Hale County esta mañana, esta noche | -                       | [ 1 ]  |
| 2019 | Instantánea de Pascua               | Cortometraje documental | [ 12 ] |
| 2024 | Nickel Boys                         | -                       | [ 13 ] |

## Premios y nominaciones
| Año  | Premio                                | Categoría            | Trabajo(s) nominado(s) | Resultado     | Ref.   |
| ---- | ------------------------------------- | -------------------- | ---------------------- | ------------- | ------ |
| 2025 | Premios de la Crítica Cinematográfica | Mejor director       | Nickel Boys            | En proceso... |        |
| 2025 | Premios de la Crítica Cinematográfica | Mejor guion adaptado | Nickel Boys            | En proceso... |        |
| 2025 | Premios BAFTA                         | Mejor guion adaptado | Nickel Boys            | En proceso... | [ 14 ] |
| 2025 | Premios Óscar                         | Mejor guion adaptado | Nickel Boys            | En proceso... | [ 15 ] |